# Eudejeania pachecoi
Eudejeania pachecoi là một loài ruồi trong họ Tachinidae.